# Donnell Rawlings
Donnell Rawlings est un acteur, scénariste, humoriste et animateur de radio américain né le 6 décembre 1968 à Washington, DC.

## Filmographie

### Acteur

#### Cinéma
- 1999 : Fever : un policier
- 2003 : Kings County : Winston
- 2003 : Brotherly Love : Emmitt Diallo
- 2004 : Spider-Man 2 : le témoin du vol de pizza
- 2005 : Blood of a Champion : Decaf
- 2006 : Fifty Pills : C-Low
- 2006 : Car Babes : Julius Jefferson
- 2007 : Goodbye Baby : un humoriste
- 2007 : Twisted Fortune : Costello
- 2008 : Petites Diablesses : Détective Sams
- 2009 : Last Day of Summer : un policier
- 2010 : Something Like a Business : Avery
- 2011 : Laughing to the Bank with Brian Hooks : plusieurs personnages
- 2014 : Percentage : Petey
- 2014 : The 30 Year Old Bris : Jamesy Jones
- 2015 : American Dirtbags : le père de Smalls
- 2016 : The Last Film Festival : Jermain Johnson
- 2019 : Inside the Rain : Sammy
- 2019 : Jay et Bob contre-attaquent… encore : le capitaine
- 2020 : Soul : Dez

#### Télévision
- 1998 : New York, police judiciaire : Etienne (1 épisode)
- 2000 : The Corner : Bread (4 épisodes)
- 2003 : New York 911 : Tony (1 épisode)
- 2002–2008 : Sur écoute : Damien Price (4 épisodes)
- 2003 : New York, section criminelle : Don (1 épisode)
- 2003–2004 : Chappelle's Show : plusieurs personnages (18 épisodes)
- 2012–2014 : Black Dynamite : un chat (2 épisodes)
- 2013 : Guy Court : Juge Donnell Rawlings (11 épisodes)
- 2014 : Step 9 : Donnell (3 épisodes)
- 2016 : Saturday Night Live : Beautiful (1 épisode)
- 2018 : Rich Africans : GioVanni (3 épisodes)
- 2019 : It's Bruno! : Carl (6 épisodes)

### Scénariste
- 2001–2008 : BET's Comicview (2 épisodes)
- 2003 : Chappelle's Show
- 2007 : 1st Amendment Stand Up (1 épisode)
- 2007 : The Bad Boys of Comedy (1 épisode)
- 2010–2012 : Laugh Factory (3 épisodes)
- 2012 : Dr. Trill Presents the Take It Face Seminar
- 2019 : The New Negroes (1 épisode)